# Solre
Pour les articles homonymes, voir Solre (homonymie).
La Solre est une rivière française qui coule dans le département du Nord. C'est un affluent de la Sambre en rive droite, donc un sous-affluent de la Meuse. 
Pour aider les aménageurs et habitants à se prémunir contre les effets des crues épisodiques, cette rivière a fait l'objet d'un atlas des zones inondables téléchargeable et d'une carte interactive.

## Géographie
La Solre prend sa source au lieu-dit « l'Épine », sur le territoire de la petite ville de Solre-le-Château, qu'elle traverse. Dès sa naissance, elle adopte grosso modo la direction du nord-ouest. En fin de parcours, sa direction s'incurve vers le nord, puis vers le nord-nord-est. Elle se jette peu après dans la Sambre à Rousies dans l'agglomération de Maubeuge. La longueur de son parcours est de 23 kilomètres. Sa pente moyenne est de 4,5 ‰.

## Communes traversées
La Solre traverse ou longe les communes suivantes (toutes sont situées sur le territoire du département du Nord) :
- Solre-le-Château
- Lez-Fontaine
- Dimechaux
- Solrinnes
- Choisies
- Obrechies
- Damousies
- Ferrière-la-Petite
- Ferrière-la-Grande
- Rousies

## Galerie photos

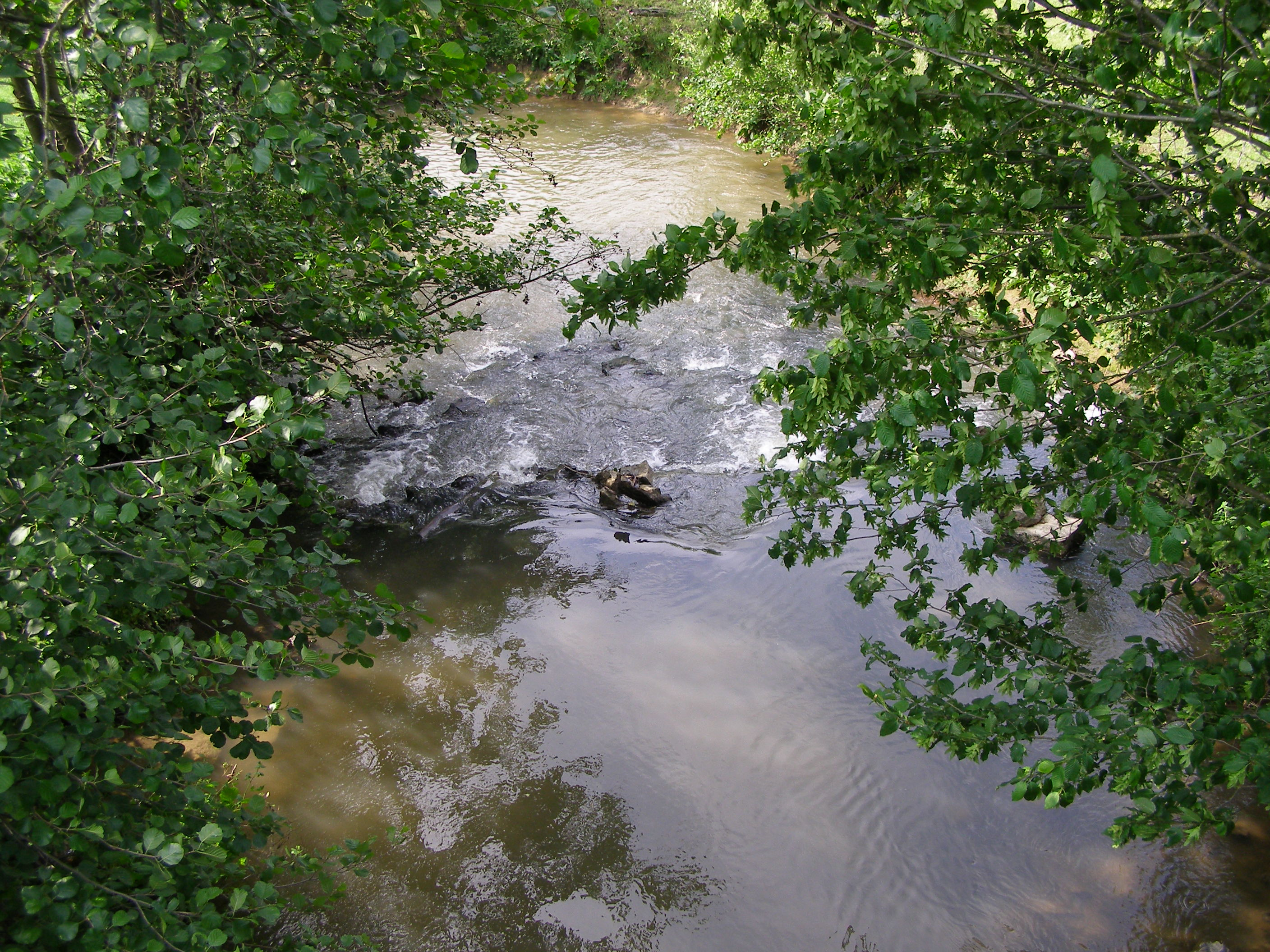
La Solre à Ferrière la Petite.
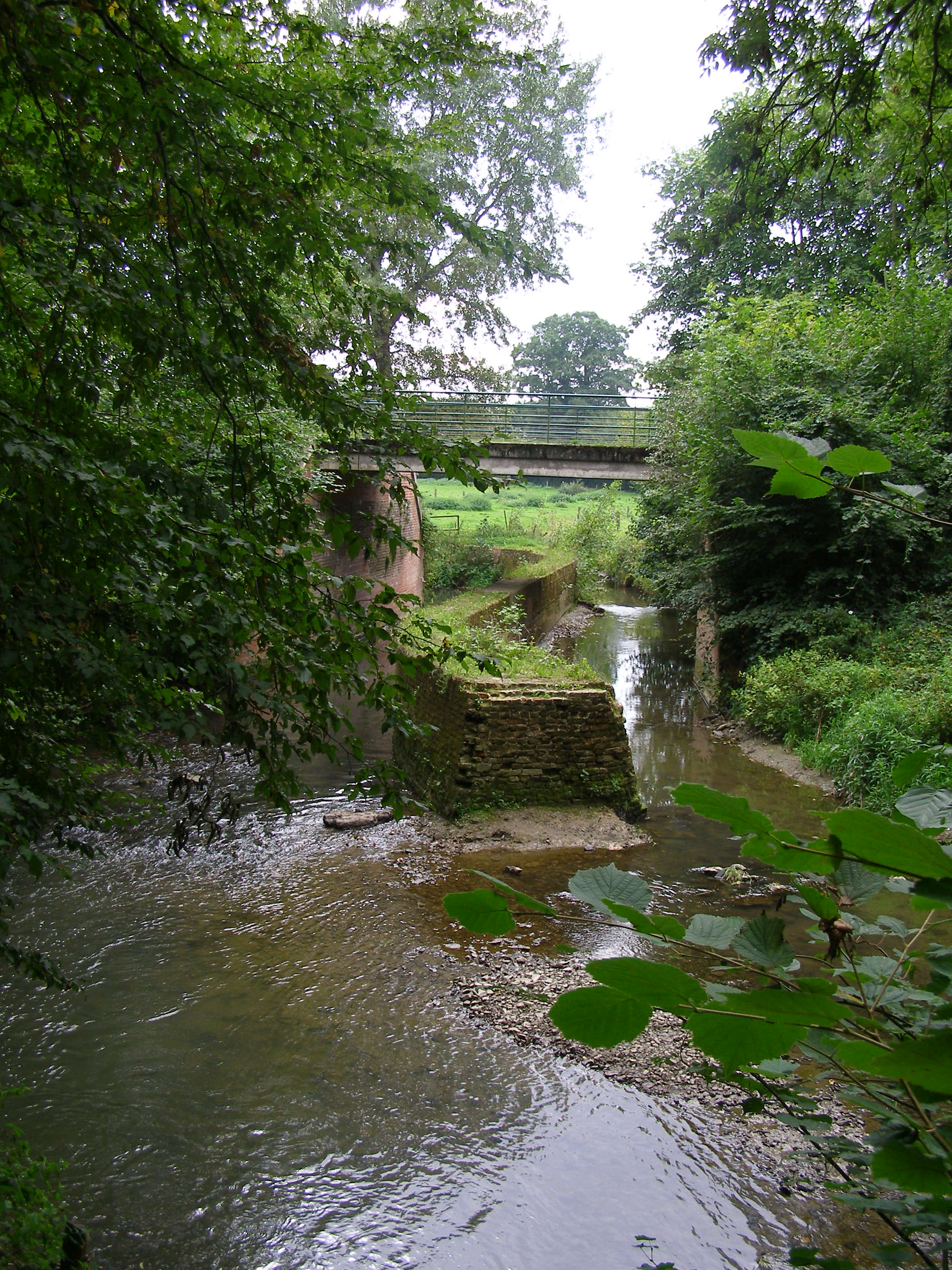
lL Solre à Ferrière la Grande.
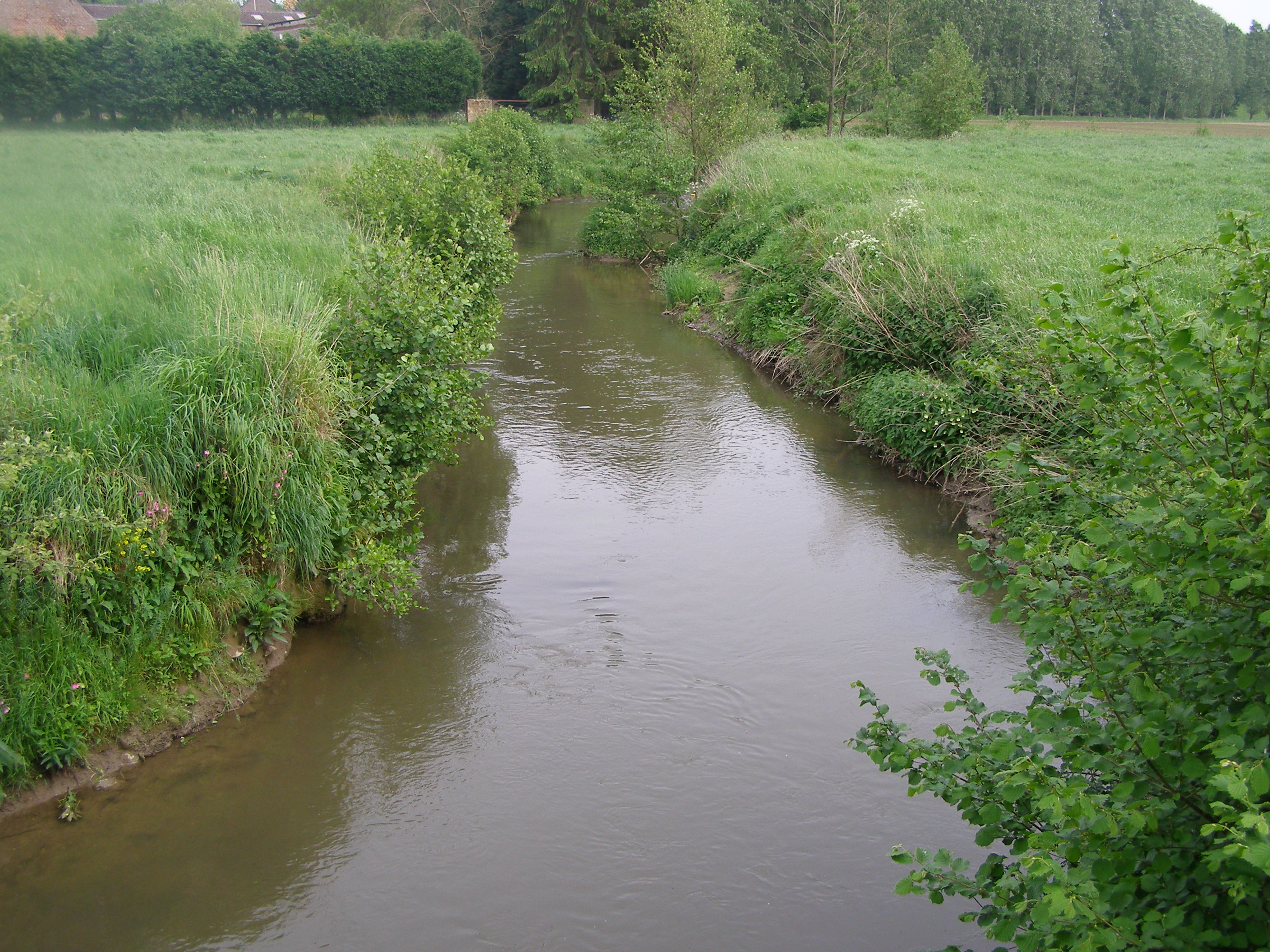
La Solre à Obrechies.
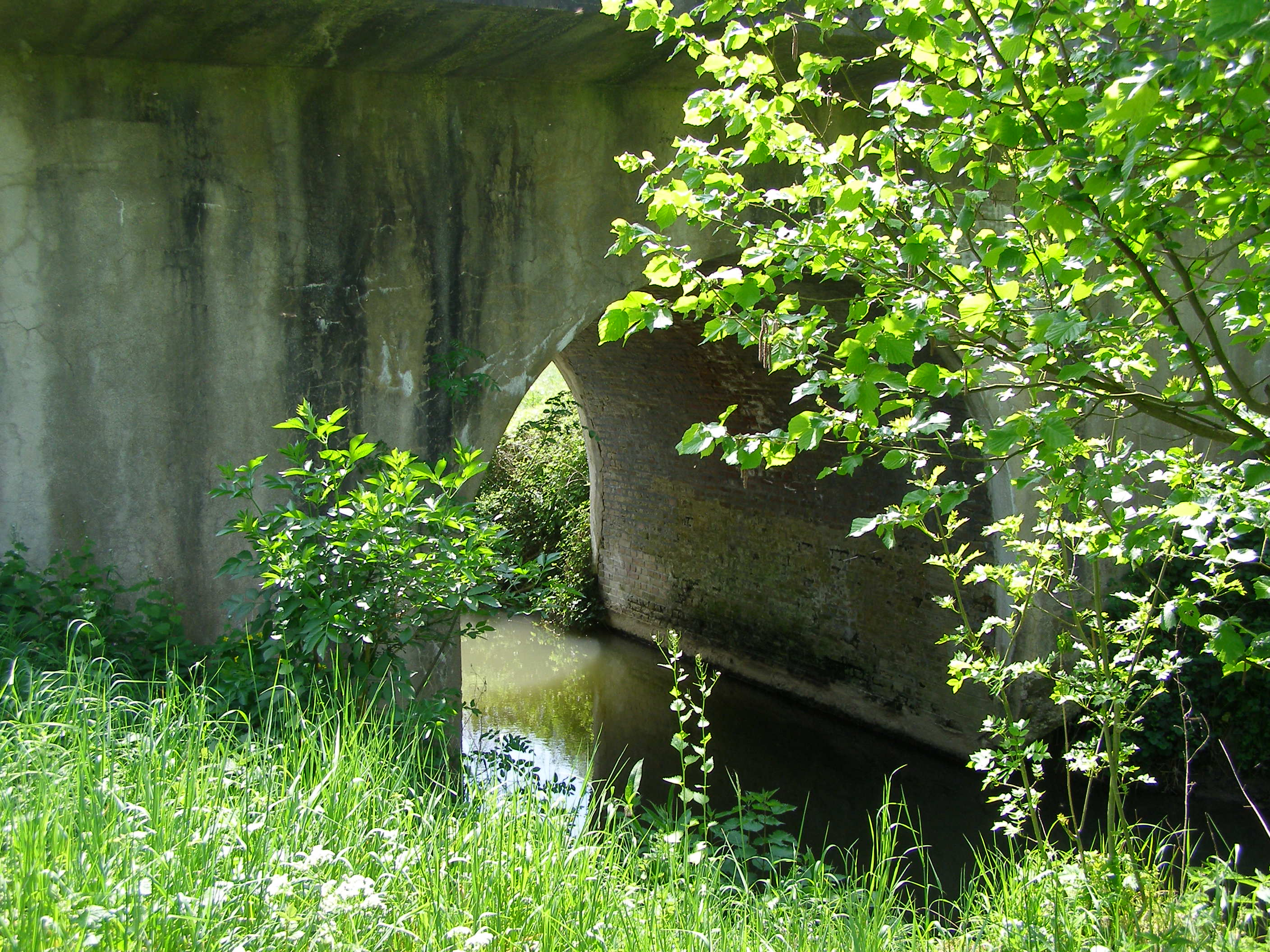
La Solre à Solrinnes (image 2).

## Affluents
- Les affluents en rive droite sont : le ruisseau du Grand-Pré, le Quiévelon et l'Écrevisse.
- L'affluent principal en rive gauche est : le Stordoir.

## Hydrologie
Le débit de la Solre a été observé pendant une période de 36 ans (1973-2008), à Ferrière-la-Grande, localité du département du Nord, située tout près de son confluent avec la Sambre. Le bassin versant de la rivière est de 115 km2 à cet endroit.
Le module de la rivière à Ferrière-la-Grande est de 1,42 m3/s.
La Solre présente des fluctuations saisonnières de débit moyennes, avec des hautes eaux d'hiver-printemps caractérisées par un débit mensuel moyen allant de 1,74 à 2,32 m3/s, de décembre à avril inclus (maximum en janvier et surtout février), et des basses eaux d'été-début d'automne, de juillet à octobre inclus, avec une baisse du débit moyen mensuel jusque 0,613 m3 au mois de septembre (613 litres par seconde), ce qui reste assez consistant.
Le VCN3 peut cependant chuter à 0,15 m3 ou 150 litres par seconde, en cas de période quinquennale sèche, ce qui est dans la norme des cours d'eau de la région. 
D'autre part les crues peuvent être assez importantes. Les QIX 2 et QIX 5 valent respectivement 13 et 19 m3. Le QIX 10 vaut 23 m3/s, tandis que le QIX 20 se monte à 27 m3. Quant au QIX 50, il se monte à 32 m3/s. 
Le débit instantané maximal enregistré à Ferrière-la-Grande a été de 54,8 m3/s le 1er juillet 1980, tandis que la valeur journalière maximale était de 33,4 m3/s le 21 juillet de la même année. En comparant le premier de ces chiffres aux valeurs des différents QIX de la rivière, il apparaît que ces crues étaient bien plus importantes que les crues cinquantennales calculées du QIX 50, et donc tout à fait exceptionnelles.
La Solre est une rivière abondante, compte tenu de la petitesse de son bassin. La lame d'eau écoulée dans son bassin versant est de 390 millimètres annuellement, ce qui est nettement supérieur à la moyenne d'ensemble de la France, et comparable aux cours d'eau voisins, tels la Sambre, l'Helpe Majeure et l'Helpe Mineure. Le débit spécifique (ou Qsp) se monte dès lors à 12,3 litres par seconde et par kilomètre carré de bassin.